# The Icebound Land
The Icebound Land ("Terra do Gelo", no Brasil), publicado em 2005, é o terceiro livro da série Rangers: Ordem dos Arqueiros, do escritor australiano John Flanagan. 
Após uma tentativa de chegarem na Escandinávia, Erak e sua tripulação fogem de uma tempestade, com seus jovens prisioneiros; Will e Evanlyn, e se hospedam em uma pequena ilha, chamada Skorghijl. Em Araluen, Halt bebeu muito conhaque e ofendeu o rei Duncan, crime muito grave em Araluen, e foi levado para o castelo de Araluen e ser julgado pelo rei Duncan. O rei tinha duas opções de punição para Halt; Morte ou expulsão, mas Duncan expulsou Halt pelo periódo de 12 meses, quebrando todas as tradições de seus ancestrais, porém as ofensas ao rei eram parte de um plano de Halt para poder resgatar Will e Evanlyn. Halt recusou a ajuda de Gilan, seu ex-aprendiz, pois disse que o Corpo de Arqueiros precisava dele, mas não recusou a ajuda de Horace,
aprendiz de cavaleiro e que matou Morgarath no segundo livro; Ponte em Chamas. Em Skorghijl, Evanlyn revelou para Will, ser a princesa Cassandra, filha do rei Duncan e depois a amizade deles vai piorando à cada instante na ilha, mas depois de algumas semanas em Skorghijl, Will e Evanlyn tentam fugir da ilha, mas o bote em que estavam afundou, pois esqueceram uma peça importante e são condenados à tarefas mais duras por Erak e Slagor. Depois de chegarem em Gálica, Halt e Horace lhe dão com um falso cavaleiro e Horace o derrota em segundos. Quando vão passar a noite em uma cidade pequena, os dois se dão com Deparnieux, chefe da região, e desafia Horace para uma luta, mas Halt proíbe. Na manhã seguinte, eles são capturados por Deparnieux e levados para o castelo dele em Montsombre. Will e Evanlyn chegam à Escandinávia e Will se envolve em uma briga com um membro da gangue Comitê e é posto para fazer as tarefas mais dificéis, mas aquilo não foi suficiente para o membro da gangue, ele mandou um escravo dar uma droga, chamada 
Erva do calor para Will e ele acaba se viciando nela. Erak viu como Will estava depois de tantas drogas e resolve ajudar Will e Evanlyn à fugirem de Hallasholm
Foi sucedido por Folha de Carvalho.